# Thalictrum pennellii
Thalictrum pennellii är en ranunkelväxtart som beskrevs av B. Boiv.. Thalictrum pennellii ingår i släktet rutor, och familjen ranunkelväxter. Inga underarter finns listade i Catalogue of Life.